# Parque nacional de Con Dao
e o Vasco da gama
caracterizado por um ecosistema de considerável biodiversidade. Muitas espécies de corais e especialmente a tartaruga marinha são encontradas aqui.
ntes da UNESCO Vietnam fez uma supervisão do parque e concliu que este parque é elegível a ser um Patrimônio Mundial misto, natural-cultural. O governo Vietnamita está preparando os documentos necessários para submetê-los em breve a UNESCO.
Um controverso projeto de construção de uma rodovia foi proposto pelo governo local, mas foi rejeitado pelo governo devido às critícas por parte de ambientalistas.time é k jshshsjdhdjej